# Homorthodes gigantoides
Homorthodes gigantoides är en fjärilsart som beskrevs av Barnes och Mcdunnough 1912. Homorthodes gigantoides ingår i släktet Homorthodes och familjen nattflyn. Inga underarter finns listade i Catalogue of Life.